# Epsigrypa chilensis
Epsigrypa chilensis är en insektsart som beskrevs av Cândido Firmino de Mello-Leitão 1939. 
Epsigrypa chilensis ingår i släktet Epsigrypa och familjen Proscopiidae. Inga underarter finns listade i Catalogue of Life.